# David Andrews
David Andrews (nascido em 1952, em Baton Rouge) é um ator norte-americano, mais conhecido pelo seu papel como General Robert Brewster em Terminator 3: Rise of the Machines.